# Nicolas Ponce
Pour les articles homonymes, voir Ponce (homonymie).
Nicolas Ponce, né le 12 mars 1746 à Paris où il est mort le 21 mars 1831, est un écrivain d’art, dessinateur, graveur et éditeur de vignettes et d’estampes français. 

## Biographie
Élève de Pierre, de Fessard et de Delaunay, graveur ordinaire de Louis XVIII, Ponce s’est fait connaitre par une suite de vignettes, pour les œuvres de Voltaire et de Rousseau, qui eurent un grand succès. Il imagina ensuite de publier Les Illustres Français ou Tableaux historiques des grands hommes de la France (1790-1816), suite de 56 planches dessinées par Marillier où, autour du portrait de tel personnage célèbre, se trouvaient gravés, dans de petits tableaux, les traits les plus remarquables de sa vie, accompagnés d’un texte.
Il grava plus de trois cents pièces d’après Marillier, Eisen, Moreau jeune, Gravelot, Baudouin, Fragonard, Peyron, etc. Marillier lui fit graver trois cents vignettes pour la Bible, Cochin, ses dessins pour les œuvres de l'Arioste, et Monnet ses compositions allégoriques sur la Constitution. Il est également l’éditeur du Roland furieux de Mirabaud (1775, 4 vol. in-8o), et d’une multitude d’autres ouvrages. On trouve néanmoins son nom comme dessinateur au-dessous de quelques figures de La Pariseïde, de Godard d’Aucourt (Paris, Pissot, 1773, 2 vol. in-8o, 2 fig.), la Collection d’estampes représentant les événements de la guerre, pour la liberté de l'Amérique septentrionale, de Godefroy en 16 planches (Paris, 1784, in-4°), le recueil de Recueil de vues des lieux principaux de la colonie françoise de Saint-Domingue, de Moreau de Saint-Méry et Phelipeau (Paris, 1791, gr. in-fol.) ou les portraits de la Princesse de Salm et de l’abbé Caron, 2 dessins à la mine de plomb.
Ses principaux ouvrages ont été exécutés pour les œuvres de Voltaire, de Rousseau, de Berquin, de Dorat, pour le cabinet Choiseul, la galerie d'Orléans. Ponce a pourtant beaucoup plus interprété les dessinateurs qu’il n’a dessiné lui-même. Homme instruit, il était écrivain, au besoin. En effet, il a écrit, en cette qualité, sur l’histoire et la politique, et rédigé quelques brochures politiques. En l’an IX, il remporta le prix d’histoire proposé par l’Institut national, pour le meilleur mémoire sur cette question : Par quelles causes l’esprit de liberté s’est-il développé en France depuis François Ier jusqu’en 1789 ?, séance du 15 vendémiaire an IX. On lui doit De l’influence de la peinture chez les anciens peuples (Paris, an X, in-8o), opuscule réuni à beaucoup d’autres dans un recueil intitulé Mélanges sur les beaux-arts (Paris, 1826, in-8o), dédié à la princesse de Salm-Dyk. On lui doit la gravure, dans un petit format, des Arabesques antiques des bains de Livie et de la ville adrienne, avec les plafonds de la Ville-Madame, d’après les dessins de Raphaël (Paris, 1786), la publication des peintures trouvées dans les thermes de Titus dans la Collection des tableaux et arabesques antiques trouvés à Rome dans les ruines des thermes de Titus. On cite encore, parmi ses ouvrages, la Bataille de Marengo pour le Musée français, le portrait d’un bey pour le grand livre de la commission d’Égypte, et une Sainte Famille d’après Vouet. Il a aussi réuni sous le titre de Mélanges sur les beaux-arts (1826, in-8o) quelques dissertations sur l’art antique principalement et des notices biographiques lues devant des sociétés savantes. Enfin, il a écrit plusieurs articles dans la Galerie historique de Landon et donné de nombreux articles sur les arts et les artistes dans différents dictionnaires et notamment à la Biographie universelle de Michaud.
Au retour des Bourbons, il fut nommé graveur ordinaire du cabinet de « Monsieur », frère cadet du roi. Il exposa au Salon des artistes français de 1791 à 1806 et ses ouvrages figurèrent aux expositions de 1794 à 1820.
Le peintre François Dumont a fait une miniature au portrait, conservée au musée du Louvre, département des Arts graphiques, de Nicolas Ponce, qui était marié à Marguerite Hémery, née à Paris en 1745, graveuse également de plusieurs planches pour le Cabinet Poulain, l’Iconologie française de Gravelot. Elle est inhumée avec lui au cimetière du Père-Lachaise.

### Distinctions
Il était chevalier de l'Ordre national de la Légion d'honneur ; membre de l’Athénée des Arts, de la Société philotechnique, de la Société royale académique des Sciences, de la Société grammaticale, de la Société d'Émulation de Rouen, de l'Académie de Rouen, d’Orléans, d'Amiens, de Metz, de Marseille, de Parme, de celles de Châlons-sur-Saône, de Châlons-sur-Marne, Anvers, Douai, Bastia, Troyes, Le Mans et Bourg ; correspondant des Académies de La Rochelle, de Dijon, de Lyon, et de l'Académie de Stanislas à Nancy.

## Gravures

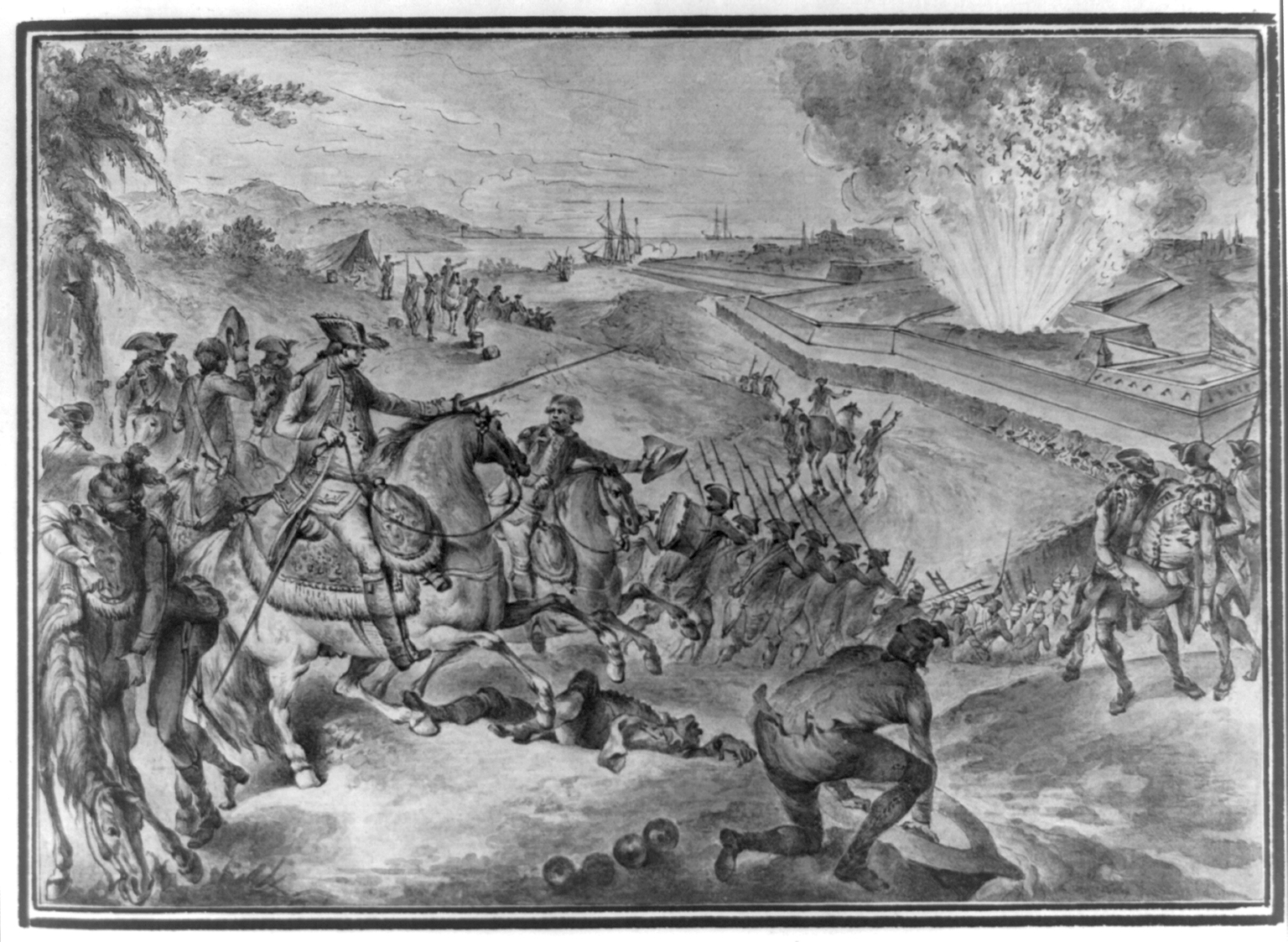
La Prise de Pensacola, gravure de Nicolas Ponce (1784).

- Recueil de vues des lieux principaux de la Colonie Françoise de Saint-Domingue, gravées par les soins de M. Ponce, accompagnées de cartes et plans de la même colonie, gravés par les soins de M. Phelipeau. À Paris, par Moreau de Saint-Méry.
- Planche du Chant XII de la Jérusalem Délivrée, Musier, 1774.
- Gravure en couleur d’Annette et Lubin, d’après le tableau de Pierre Antoine Baudouin. Elle est dédiée à la marquise de l’Aubépine et porte en dessous ses armes.
- Henry IV dit le Grand : Illustres Français ou Tableaux historiques des Grands Hommes de la France pris dans tous les genres de la célébrité (1790-1816), d'après le tableau de Clément-Pierre Marillier (conservée au musée du château de Pau)[9].
- La Pariseïde, ou Pâris dans les Gaules, de Godard d’Aucourt, Paris, Pissot, 1773, 2 vol. in-8o, 2 fig. dessinées par Ponce.

### Publications
- Mélanges sur les Beaux-Arts, Paris, Leblanc, 1826, 424 p. (OCLC 747290754, lire en ligne).
- avec Clément-Pierre Marillier, Les illustres français : ou Tableaux historiques des grands hommes de la France d’après les dessins de M. Marillier, pris dans tous les genres de célébrité, jusqu’à l’époque de l’établissement de la République, Paris, chez l'auteur, 1790-1816, 1re éd., 58 p., 58 f. dont 56 f. de pl. ; in-2 (OCLC 463442257).Une seconde édition, sous le titre de Les illustres français : ou, Tableaux historique des grands hommes de la France : pris dans tous les genres de célébrité, jusqu’à l’époque de l’établissement de la République, en a été donnée en l’an VII.